# Sepsina alberti
Sepsina alberti är en ödleart som beskrevs av Hewitt 1929. Sepsina alberti ingår i släktet Sepsina och familjen skinkar. IUCN kategoriserar arten globalt som livskraftig. Inga underarter finns listade i Catalogue of Life.
Arten förekommer endemisk i öknen Kaokoveld i nordvästra Namibia. Den lever i klippiga områden i lövskiktet och besöker angränsande torra savanner.